# Alqueria del Pi (Poble Nou)
|  | Per a altres significats, vegeu «Alqueria del Pi». |

L'alqueria del Pi, situada a Poble Nou (pedania de València), en el camí Vell de Godella, és una alqueria o casa rural de l'Horta de València datada entre el segle xvi i el segle xvii.
A escassos metres de la ciutat de València, amb la Ronda Nord pel mig, les terres que rodegen l'alqueria del Pi encara es mantenen en plena producció agrícola.
A la vora de l'alqueria del Pi es situa l'Alqueria Nova de Sant Josep que s'ha transformat en un restaurant i saló de banquets i ha pres el nom comercial de l'Alqueria del Pi donant peu a la confusió.

## Arquitectura
L'actual alqueria és un conjunt d’edificacions de diverses èpoques i funcions però que acabaren per conformar al segle xix una important explotació agrícola. La casa principal és la més antiga i al seu voltant han crescut les altres edificacions dedicades a habitatges, magatzems i corrals. La casa de l’alqueria és de planta rectangular i perpendicular al camí. Consta de dues plantes organitzades en tres cruixies, i la coberta a dues aigües. La façana ha estat reformada i queden restes d'una portalada més antiga. Al seu interior, també transformat, queden restes de les primeres èpoques, com ara uns arcs i una escala tardo-medieval. En la part superior d’un lateral hi ha una espadanya per a campanes amb una placa que indica l’any 1944.
Està protegida amb la figura de Bé de Rellevància Local.